# Slimus
Slimus (in precedenza Slim), pseudonimo di Vadim Vital'evič Motylëv (in russo Вадим Витальевич Мотылёв?; Mosca, 21 gennaio 1981), è un rapper russo.

## Biografia
Dopo aver lasciato i gruppi musicali Dymovaja Zadesa e Centr, Slimus ha iniziato a pubblicare musica da solista, piazzando l'album in studio di debutto Cholodno nella top five della classifica russa. Al disco ha fatto seguito Otpličaj ljudej, numero 2, che è risultato il 2º LP hip hop più venduto (15º in generale) nella Federazione Russa del 2011.
Nel 2012 è stato pubblicato Sen-Trope, il cui ingresso nella Rossija Top 25 Al'bomy è avvenuto in 2ª posizione, bloccato dal vertice da Co'N'Dorn di Ivan Dorn.

## Discografia

### Da solista

#### Album in studio
- 2009 – Cholodno
- 2011 – Otpličaj ljudej
- 2011 – Azimut (con i Konstanta)
- 2012 – Sen-Trope
- 2014 – Loto 33
- 2014 – Simfonija homer 5 (con gli Affekt Solo)
- 2016 – Ikra
- 2017 – Gusli (con Guf)
- 2017 – Gusli II (con Guf)
- 2019 – Tjažëlyj ljuks
- 2020 – Ulej (con Ves')
- 2021 – Novičok
- 2023 – Spokojnoj noči, malyši
- 2024 – Spokojnoj noči, malyši č.2
- 2025 – Spokojnoj noči, malyši čast' 3

#### Album di remix
- 2020 – Rojal' v kustach

#### EP
- 2013 – EP 2013 (con Raskol'nikov e Barbiturnyj)
- 2018 – Mesto pod Solncem
- 2018 – Mesto pod Lunoj
- 2021 – Sambo belogo motyl'ka

#### Mixtape
- 2019 – Ferma

#### Raccolte
- 2014 – The Best
- 2019 – The Best 2
- 2021 – The Best 3

#### Singoli
- 2014 – Plochoe-chorošee (feat. Kaspijskij gruz)
- 2015 – Letnjaja (feat. Daffy)
- 2016 – Sistema rabotaet
- 2016 – Krolik
- 2018 – Ošibka (con Guf)
- 2018 – Ostat'sja (con DeadSilence e Niletto)
- 2018 – Deti ėlity (con Niletto)
- 2018 – Vychoda net 1996
- 2018 – Capital
- 2019 – Spirit (con gli Onyx e Miko)
- 2019 – Drazniš' pustotu (feat. Striž)
- 2020 – Spasaj sebja sam
- 2020 – Chlodnoe leto (con Gio Pika)
- 2020 – Parašjut (con Bianka)
- 2020 – Po klassike (con Guf)
- 2021 – Fairplay (con Osobov)
- 2021 – Stai (con Džino)
- 2021 – Iz tajnika (con Mitja Severnyj)
- 2021 – Zagadki (feat. Ves')
- 2021 – Mesto pod Solncem
- 2021 – Podruga Luna
- 2021 – Budet očen' kruto
- 2021 – Pobeg (con Ves')
- 2021 – Gučimejn (con Cepi e Rigos)
- 2021 – Vsë v tvoich rukach
- 2021 – Svet gasnet (con Igla)
- 2022 – Pečen'e (con Brutto)
- 2022 – Fauda
- 2022 – Ogon'ki (con Guljaj Rvanina e Mesr)
- 2022 – Rasseetsja dym
- 2022 – Na balkone (con Zabava)
- 2022 – Čudesa (con Ves' e Gio Pika)
- 2022 – Olimpijskie igry
- 2023 – Vadjuša
- 2023 – Krovavaja Mėri
- 2023 – Siren' (con Cepi)
- 2024 – Ballistika
- 2024 – Pro aktiv
- 2024 – Dym gustoj (feat. Nizawaves & Sherbatov)
- 2024 – Prazdnik (con Gio Pika)

### Centr

#### Album in studio
- 2007 – Kačeli
- 2008 – Efir v norme
- 2011 – Legendy Pro...Centr (con i Legendy Pro)
- 2016 – Sistema

#### Album video
- 2009 – Efir v norme
- 2010 – Videoklipy

#### Raccolte
- 2010 – Polnoe sobranie trekov
- 2010 – Lučšie pesni
- 2024 – The Best